# Geraldo Matsimbe
Geraldo Amâncio Matsimbe (Maputo, 22 de outubro de 1994) é um futebolista moçambicano que atua como  volante. Atualmente defende o Amora, emprestado pelo Nacional da Madeira.

## Carreira
Nascido em Maputo, iniciou sua carreira nas categorias de base da Liga Muçulmana, onde também se profissionalizou, em 2013. Pela Liga, foi bicampeão moçambicano (2013 e 2014) antes de seguir para Portugal, onde jogaria pelo Braga B (por empréstimo) em 2015. Ele disputou apenas 2 partidas e não fez nenhum gol.
No mesmo ano, assinou com o Nacional da Madeira, onde também entrou em campo apenas 2 vezes. Em 2016 foi emprestado ao Fafe, então na Segunda Liga portuguesa, tendo participado de 7 partidas, com um gol. Voltou ao Nacional em 2017, e após disputar novamente 2 jogos, foi emprestado pela segunda vez ao Fafe (14 jogos), agora no Campeonato de Portugal (terceira divisão).
Para a temporada 2018-19, Geraldo assinou com o Amora, novamente para disputar a terceira divisão. É um dos 3 moçambicanos do elenco (juntamente com o meio-campista Maestro e o atacante Gildo).

## Seleção Moçambicana
Pela Seleção Moçambicana de Futebol, Geraldo estreou em 2016, na derrota por 1 a 0 para o Quênia.

## Títulos
Liga Desportiva de Maputo
- Moçambola: 2 (2013 e 2014)